# فتق کوچک
هرنی کوچک یا پتیت(به انگلیسی: Petit's hernia) مدلی از فتق بوده که از مثلث کمری∗ بیرون می‌آید. این مثلث پنهان شده در دیواره پشتی-پهلویی∗ دیواره شکم می باشد که از حاشیه آزاد جلو به عضله مایل خارجی∗ از پشت به عضله لتیسموس دورسی و از پایین تا تاج خاصره∗ می‌آید.
- فتق پتیت، بیش تر در مردان شایع بوده و در بالای iliac crest و سمت چپ اتفاق می‌افتد.